# Polyclinidae
Famille
Les Polyclinidae forment une famille des tuniciers de l'ordre des Aplousobranchia.

## Liste des genres
Selon World Register of Marine Species (18 février 2024) :
- genre Aplidiopsis Lahille, 1890
- genre Aplidium Savigny, 1816
- genre Morchellioides Herdman, 1886
- genre Morchellium Giard, 1872
- genre Neodictyon Sanamyan, 1988
- genre Polyclinella Harant, 1931
- genre Polyclinum Savigny, 1816
- genre Sidneioides Kesteven, 1909
- genre Synoicum Phipps, 1774

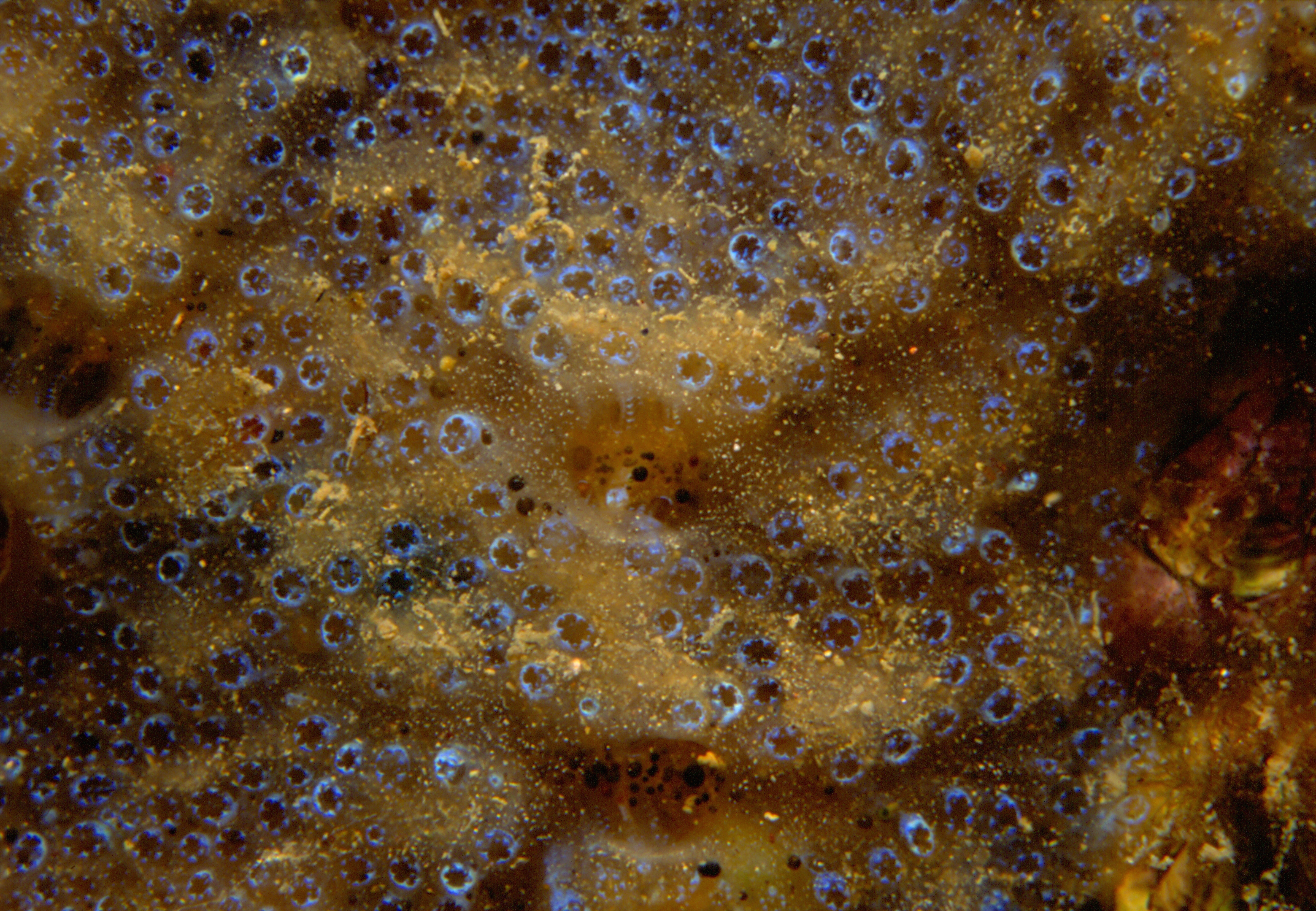
Aplidium coeruleum
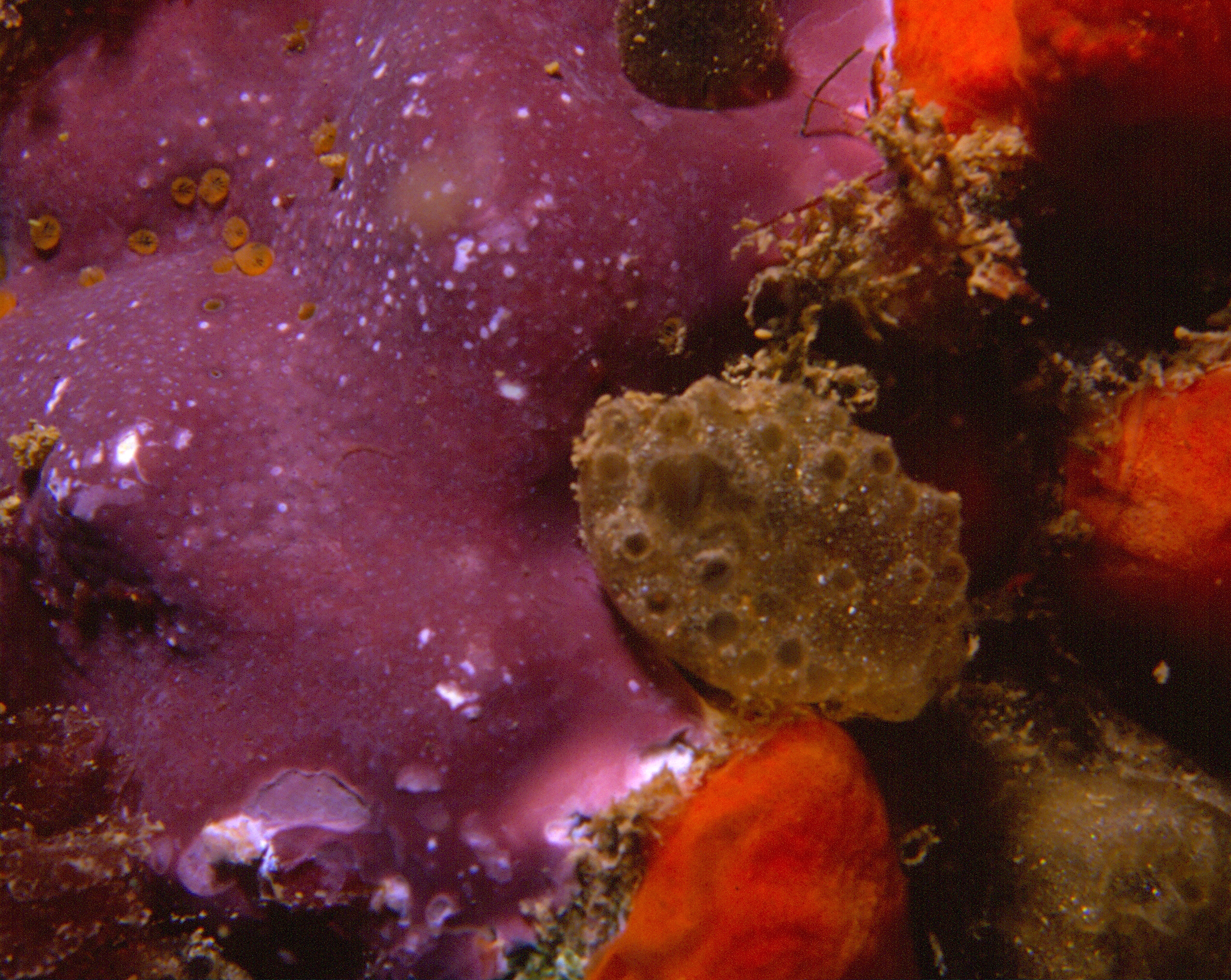
Polyclinum aurantium